# ジョージ・ケイシー・ジュニア
ジョージ・ウィリアム・ケイシー・ジュニア（George William Casey, Jr., 1948年7月22日 - ）は、アメリカ合衆国の陸軍軍人。最終階級は陸軍大将。宮城県生まれ。
アメリカ陸軍に所属し、第36代陸軍参謀総長や在イラク多国籍軍総司令官などを歴任した。

## 経歴
1948年、連合国軍占領下の日本の宮城県仙台市にて生を受ける。父ジョージ・ケイシー・シニアは進駐軍部隊として日本本土に駐屯していた第7歩兵師団の将校で、のちに第1騎兵師団長としてベトナム戦争で戦死することとなる。
ミリタリー・ブラット、すなわち軍人の息子として育ったケイシー・ジュニアは父の転勤に従い日本からアメリカ本土、ドイツなど世界各地を点々とした。米本土ではマサチューセッツ州ドーチェスターのボストンカレッジ・ハイスクールを卒業。その後、陸軍士官学校を志願するも入校は果たせなかった。1970年にはジョージタウン大学にて国際関係に関する理学士号（Bachelor of Science）を、1980年にはデンバー大学にて国際関係に関する修士号（Master of Arts）を得ている。また、ヴィンス・ロンバルディがワシントン・レッドスキンズのコーチを務めていた時、彼の元で一時働いた経験もある。

## 軍歴

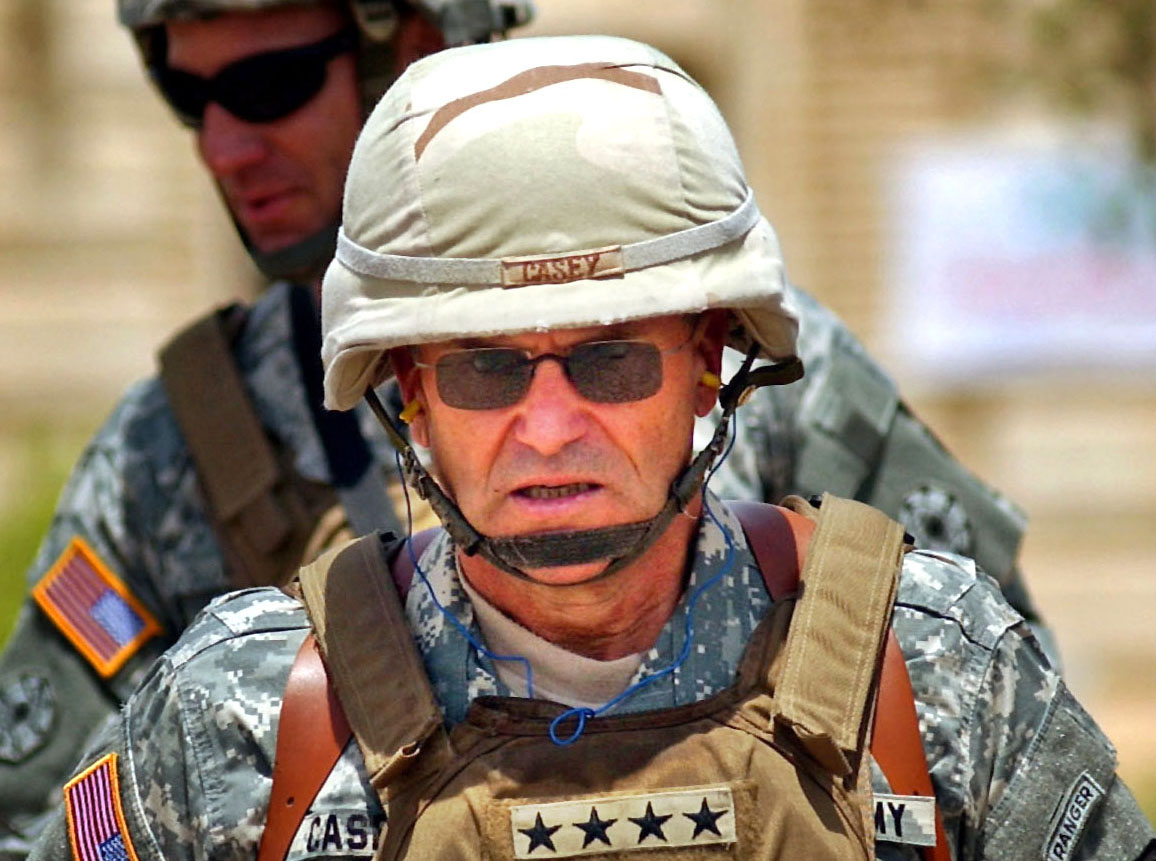
イラク・ティクリートを訪問したケイシー（2006年）

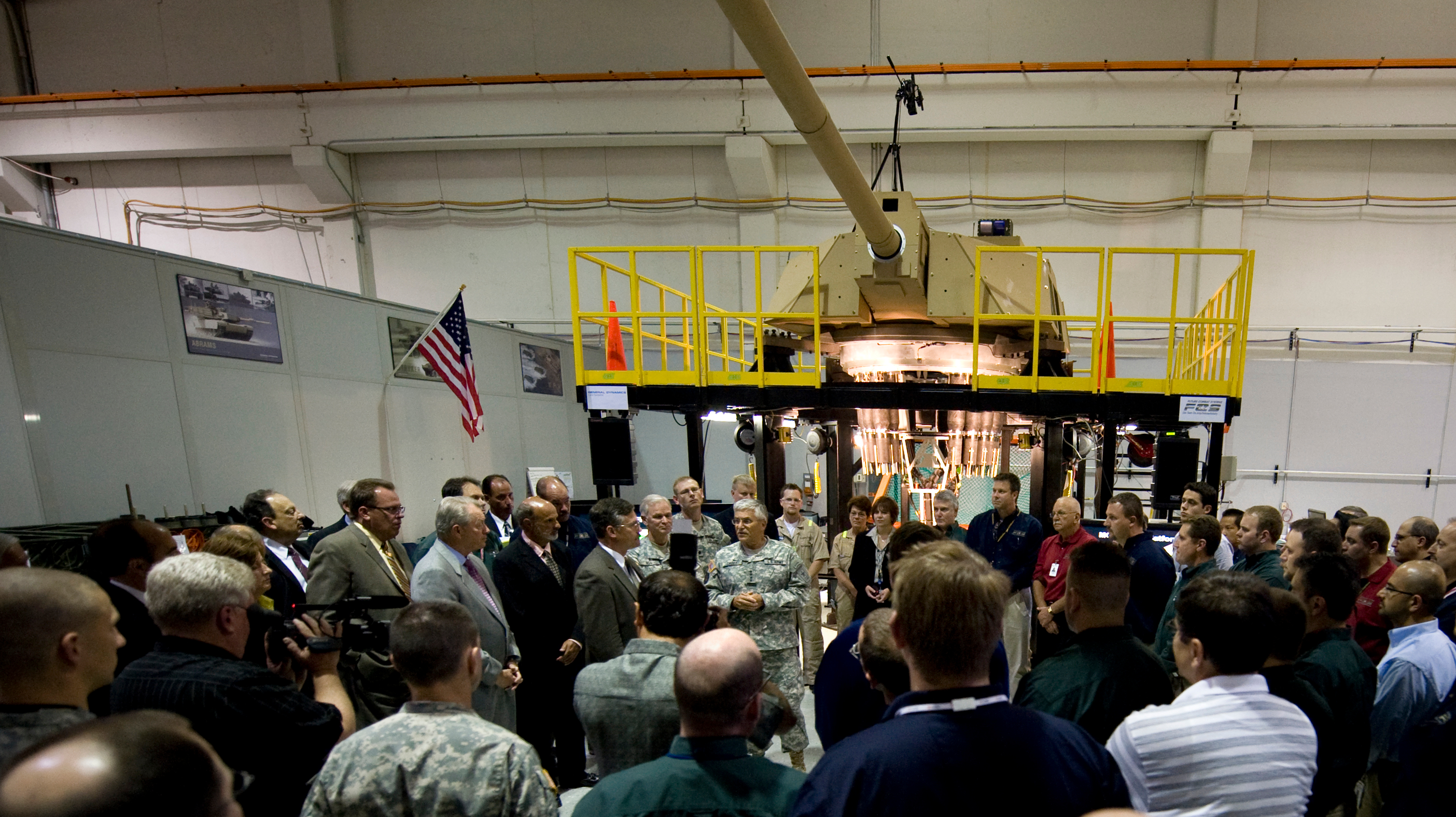
FCS計画およびMGV計画に関する報道向け発表を行うケイシー（2008年6月）

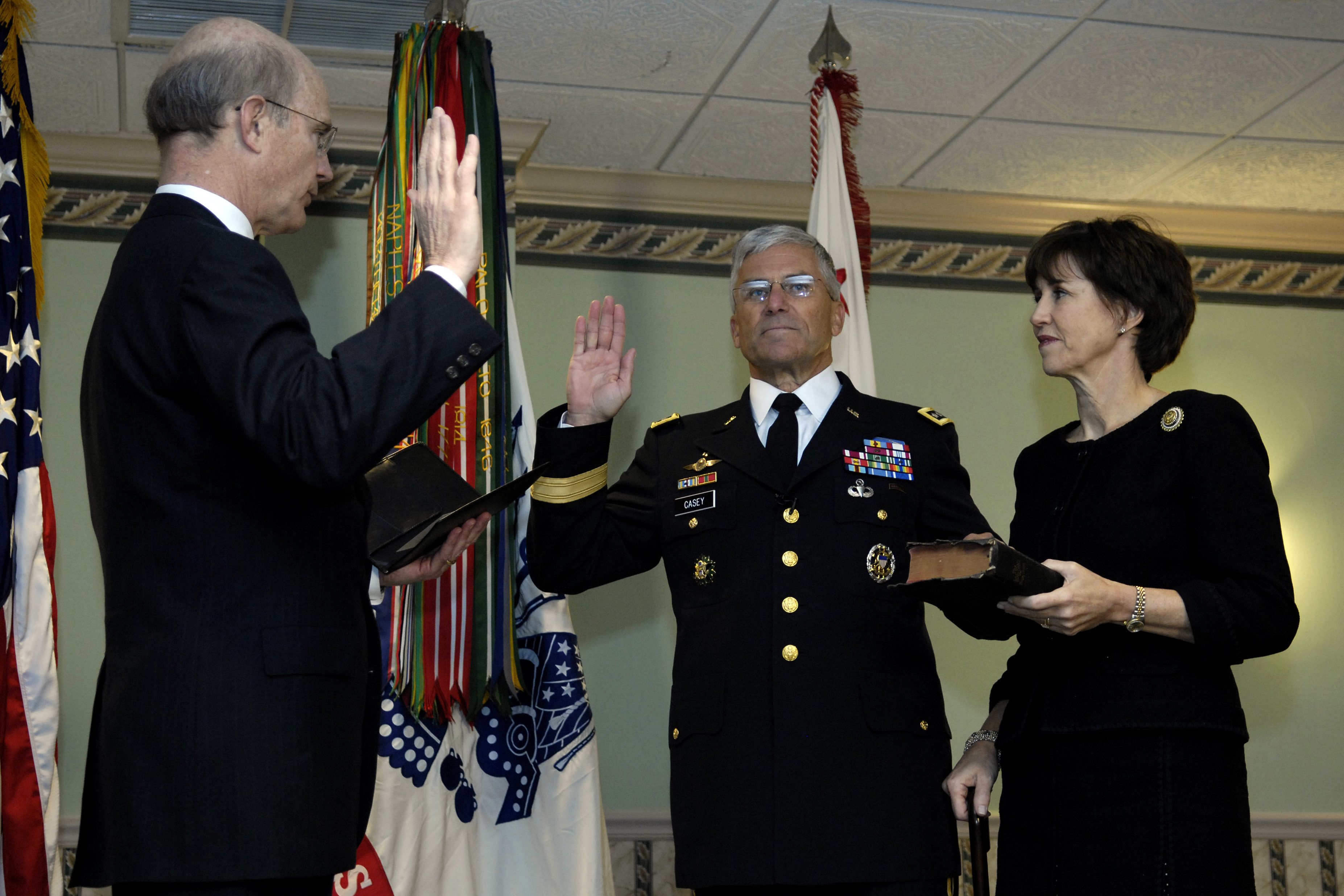
陸軍参謀総長就任に際してグリーン陸軍長官に宣誓を行うケイシー（2007年4月10日、フォート・マイヤー）

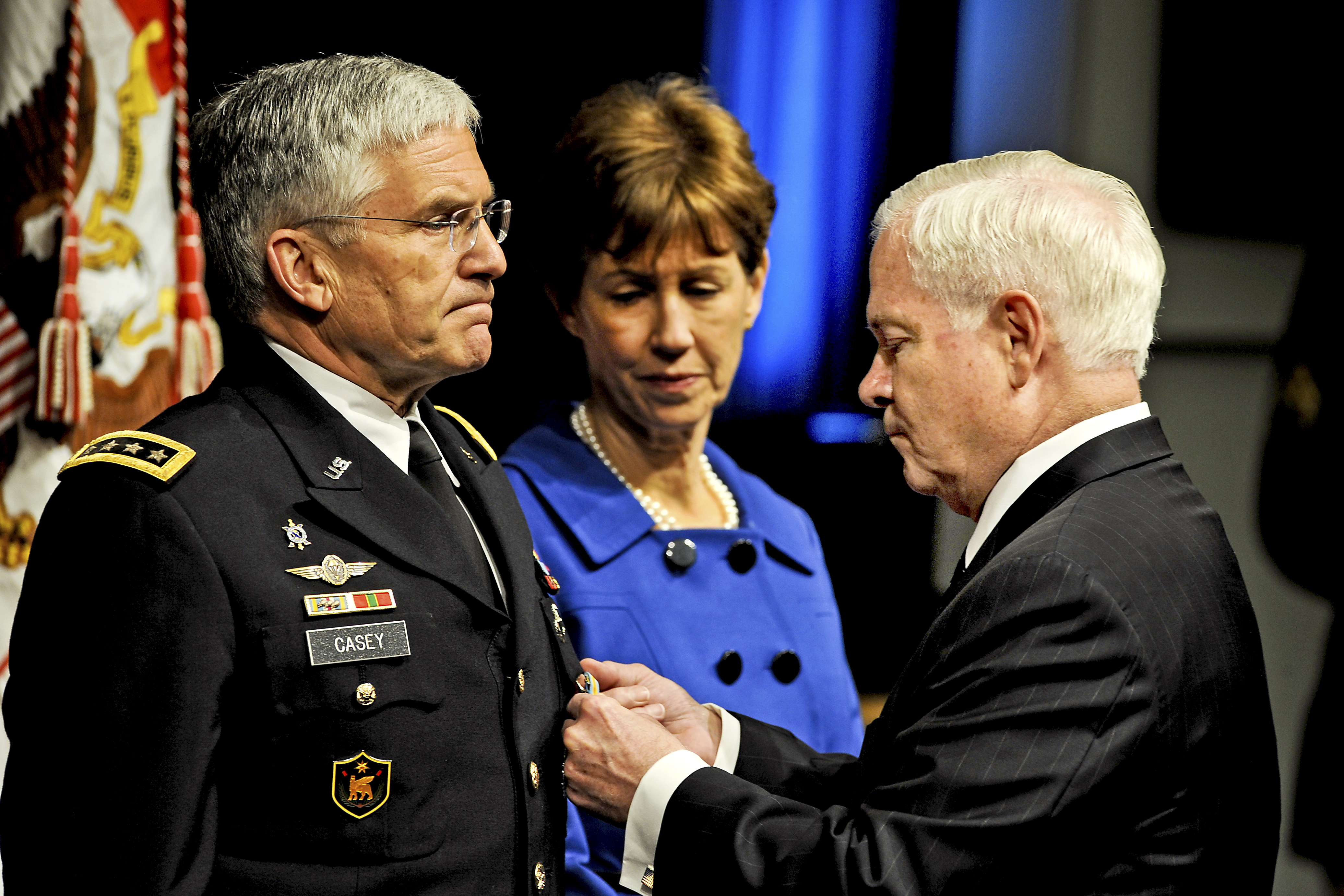
ゲーツ国防長官から防衛殊勲章を授与されるケイシー

1970年、ジョージタウン大学の卒業とともに予備役将校訓練課程(ROTC)に参加して陸軍将校となる。兵科は機械化歩兵(Mechanized Infantry)であった。彼は第1騎兵師団第3旅団長を務めたほか、ドイツ駐留の第1機甲師団では機動戦担当師団長補(Assistant Division Commander – Maneuver)および支援担当師団長補(Assistant Division Commander – Suppor)を務めた。1996年7月から1997年8月までジョイント・エンデバー作戦に基づく和平履行部隊の一員としてボスニア・ヘルツェゴビナへ派遣された。派遣中はスラヴォンスキ・ブロドの指揮所に勤務した。1999年7月、第1機甲師団長に就任。
2001年7月に師団長の座を退き、同年9月から2003年1月まで統合参謀本部に戦略計画・方針局（J-5）の局長として勤務。2003年1月から2003年9月まで、統合参謀本部事務局長。その後、2004年6月まで第30代陸軍副参謀総長を務める。

### 在イラク多国籍軍
ケイシーはリカルド・サンチェス中将の後任者として、2004年7月から2007年まで在イラク多国籍軍の指揮官を務めた。ケイシーの目標は目下の課題と治安維持の責任および権限をイラク側へと円滑に引き継がせることであった。彼は指揮官たる権限の元、イラク治安部隊の訓練を行わせつつアメリカ軍の活動を段階的に縮小し、治安維持任務をイラク側へと移行していった。アメリカ外務局がイラク政府再建に向けた選挙の支援を始めた時、彼は「アメリカによる押し付けがましいほどに大掛かりな介入がこの国の政治・安全保障問題を解決することはなく、むしろ反乱の理由を与えるばかりである」という見解を示している。
2005年、ケイシーは12月の議会選挙がイラクの安定に繋がることを期待して、イラク治安部隊の訓練と平行する形で2006年初頭の米軍部隊削減を計画した。同年8月の公開討論会において、ケイシーは戦力削減に際し撤退する可能性のある部隊の名前をいくつか示した。この時、彼はイラク治安部隊に役割を引き継いだとして、およそ138,000人の米軍戦力を2006年初頭までにおよそ30,000人ほど削減する事が可能であろうと述べた。当時の米大統領ジョージ・W・ブッシュは、ケイシーの主張はあくまで憶測に過ぎないとして、彼の発言に対し厳重な注意を行なっている。また、その後のサーマッラーのアル＝アスカリ寺院に対する爆弾テロにより宗派間の対立が深まり、連立政権樹立による情勢安定および治安任務の委譲に関するケイシーの計画は大幅な修正を余儀なくされた。また、2007年1月にはイラクへの兵力増派を批判する声明を発表している。

### 陸軍参謀総長
2007年2月10日、ケイシーはデヴィッド・ペトレイアス大将に在イラク多国籍軍司令官の職を引き継ぎ、イラクを離れた。4月10日、ピーター・シューメーカー大将の後任として第36代陸軍参謀総長に就任。
ケイシーが陸軍参謀総長の職にあった2007年4月から2011年の期間、合衆国陸軍はおよそ11,000人の人員と20,000,000ドルの年間予算を有していた。彼は6年間の任期で2つの戦争を指導し、従来型の戦争を想定していた陸軍を21世紀の戦争に適した機動性のある組織へと転換していった。
彼は陸軍の増強にも努め、若い将校の為の在職手当(Retention Bonus)の増額、軍人および軍人家族に対する支援の拡大、傷痍軍人への支援の拡大などを推し進めた。そのほかに高級将校団の教育改善、海兵隊と同様のローテーション式の前線展開プログラムの採用、陸軍州兵よび陸軍予備役の再教育などがケイシーの功績として挙げられる。
2009年11月、ムスリムの精神科医ニダル・マリク・ハサン少佐による銃乱射事件（2009年フォート・フッド銃撃事件）の発生を受け、ケイシーは「多様性」(diversity)を傷つけられた事が「本当の悲劇」であるとして、「この事件は大いなる悲劇であり、また我々の多様性が侵害されたのならば大いなる恥とも称しうる」と語った。2010年2月のインタビューでは、「我々の多様性、つまり陸軍だけではなく我が国の多様性は大きな力を秘めている。この恐ろしい悲劇にはゾッとするし、我々の多様性が犠牲になるのなら、それは大いなる過ちだろう」と語っている。こうした発言はいわゆる政治的正しさへの過剰な配慮であるとして後に批判を受けた。
2011年4月11日、マーティン・デンプシー大将に陸軍参謀総長の職を引き継いで陸軍を退役。ケイシーの退役式典はフォート・マイヤーにて行われた。
退役後はマサチューセッツ州シチュエートに暮らしている。

## 受章
ケイシーはアメリカ軍人として次のような記章・勲章等を受章している
| Bronze oak leaf cluster · Bronze oak leaf cluster · Bronze oak leaf cluster | 防衛殊勲章（3重銅柏葉章付）                  |
| Bronze oak leaf cluster                                                     | 陸軍殊勲章（銅柏葉章付）                     |
| Bronze oak leaf cluster · Bronze oak leaf cluster                           | レジオン・オブ・メリット章（2重銅柏葉章付）  |
|                                                                             | 防衛功労章                                   |
|                                                                             | 功労章                                       |
| Bronze oak leaf cluster                                                     | 陸軍称揚章（銅柏葉章付）                     |
| Bronze oak leaf cluster                                                     | 陸軍業績章（銅柏葉章付）                     |
| Bronze oak leaf cluster · Bronze oak leaf cluster · Bronze oak leaf cluster | 統合作戦功労部隊章（3重銅柏葉章付）          |
|                                                                             | 陸軍優等部隊章                               |
| Bronze star · Bronze star                                                   | 国防従軍章（銅星章2つ付）                    |
|                                                                             | 国際対テロ戦争遠征章                         |
| Bronze star · Bronze star                                                   | イラク戦線記念記章（銅星章2つ付）            |
|                                                                             | 国際対テロ戦争従軍章                         |
|                                                                             | 軍部隊従軍章                                 |
|                                                                             | 陸軍勤務記章                                 |
|                                                                             | 陸軍海外勤務記章（受章回数4回）              |
|                                                                             | 国連メダル                                   |
|                                                                             | NATOユーゴスラビア記念章                     |
|                                                                             | レジオンドヌール勲章司令官級（フランス勲章） |
|                                                                             | 旭日大綬章（日本勲章）                       |
|                                                                             | 保国勲章統一章（韓国勲章）                   |
|                                                                             | ドイツ連邦軍名誉章黄金十字章（ドイツ記章）   |
|                                                                             | 軍功記章（シンガポール記章）                 |
|                                                                             | ポーランド陸軍章金章（ポーランド記章）       |
|                                                                             | ジョージア州称揚章                           |
|                                                                             | 歩兵特級射手記章                             |
|                                                                             | 熟練空挺記章                                 |
|                                                                             | レンジャー・タブ                             |
|                                                                             | 統合参謀本部識別章                           |
|                                                                             | 陸軍参謀識別記章                             |
|                                                                             | 在イラク多国籍軍戦闘員識別章                 |
|                                                                             | 第10歩兵連隊識別章                           |
|                                                                             | 5重海外勤務章                                |
|                                                                             | 空挺記章銅章（ドイツ）                       |
|                                                                             | 基礎空挺章（フランス）                       |